# Миомир Кецмановић
Миомир Кецмановић (Београд, 31. август 1999) српски је тенисер. Дана 24. октобра 2022. Кецмановић је остварио најбољи пласман на АТП листи — 27. место. Освојио је омладински турнир Оранџ боул 2015. године као један од најмлађих победника у историји чувеног јуниорског турнира који се од 1947. године одржава на Флориди. Кецмановић је такође био и најбољи јуниор света.
До сада је у каријери освојио две АТП титуле.

## Биографија
Миомир Кецмановић рођен је у 31. августа 1999. године у Београду, у породици чувених хирурга, проф. др Драгутина Кецмановића и доц. др Маје Павлов (обоје запослени у Клиничком центру Србије). Завршио је основну школу „Руђер Бошковић” у Београду и сада похађа онлајн наставу у Економској школи у Панчеву.
Овај млади српски тенисер почео је да игра тенис са само четири године и то у једном тениском кампу на Златибору, где га је одвео деда. Као тенисер је веома брзо напредовао, освајајући значајне турнире у држави и иностранству. Најбољи је јуниор Србије.

## Тениска каријера
Кецмановић је као тенисер почео професионално да се усавршава на Академији чувеног Ника Болитијерија (IMG Academy). Одласком на Флориду, млади српски тенисер је добио прилику да тренира у најбољим условима и са најбољим тениским стручњацима. Такође, имао је и привилегију да упозна, па чак и да размењује тениске ударце са многим познатим светским тенисерима. Већ по доласку на ову чувену тениску академију, сврстан је у елитну групу младих играча. Бригу о тениској каријери младог Кецмановића, преузела је његова тетка Тања Павлов, иначе психолог и физиотерапеут која му је велика подршка, уз то и тренер. Миомир Кецмановић је веома рано почео да осваја турнире у категоријама старијим од његовог годишта. У 2010. био је двоструки првак државе до 12 година, у Француској је постао светски првак за 1999. годиште. У 2011. поново је двоструки првак државе до 12 година и годину завршава као број 11. на европској листи до 14 година, а 1. јануара 2013. стиже на позицију број 1. На самом почетку 2013. играо је финале чувеног Тарба, затим је освојио пет трофеја у конкуренцији до 14 година. У марту 2014. почео је да игра ИТФ турнире. Већ на првом турниру за који је добио вајлд кард освојио је титулу, па за само два месеца у конкуренцији до 18 година нанизао шест финала и освојио пет титула, стигавши међу 120 најбољих на свету. Такмичарску 2015. је почео финалом у Костарики и Карсону, учествовао на свим гренд слем турнирима, одиграо полуфинале дубла у Мелбурну. На Моцарт фјучерсу 2015. у Београду одиграо је први профи меч и победом освојио први бод којим је ушао на АТП листу. Боје Србије бранио је и брани годинама у екипним и појединачним европским такмичењима до 12, 14 и 16 година. Кецмановић игра десном руком (дворучни бекхенд), омиљена подлога му је тврда подлога, игра и сингл и дубл мечеве. На позив селектора Дејвис купа тима Србије Богдана Обрадовића, Миомир Кецмановић се прикључио тениској репрезентацији Србије која ће од 15. до 17. јула 2016. играти мечеве против Дејвис куп тима Велике Британије. Миомир Кецмановић постигао је изузетно запажен и значајан успех на овогодишњем јуниорском УС Опену (US Open), пласиравши се у финале овог такмичења у коме је изгубио од канадског играча Феликса Оже-Алијасима. Уласком у финале, остварио је највећи успех у досадашњој тениској каријери. У последњој недељи августа 2016. године, те уочи јуниорског УС Опена Миомир Кецмановић је дошао и до трофеја на турниру у Мериленду. Након освајања чувеног турнира „Orange Bowl”, ово је најзначајнија титула младог српског тенисера.
О освајању Оранџ боула, Миомир Кецмановић је за дневни лист Политика рекао:
Оранџ боул је за младе тенисере незванично светско првенство. По тениској скали одмах је иза четири гренд слема. Освојити га доказује да је тенисер један од најбољих на свету. Наравно, та титула доноси и одређену дозу самопоуздања, доказује да су сати тренинга и одрицања оправдани. Да је тенисер на добром путу. Дакле, сада могу да поставим себи више циљеве. Било је током године сјајних мечева, али овај финални на Оранџ боулу ће ми остати у трајном сећању. И мој противник и ја дали смо све од себе. Сви који су присуствовали тврдили су да је ово био један од најквалитетнијих мечева у дугој историји овог турнира
Прву сениорску титулу у каријери освојио је на фјучерсу у Санрајзу, на Флориди, победом над Кристијаном Линделом из Шведске.
Кецмановић је првобитно требало да игра против Новака Ђоковића на Аустралијан опену 2022 године. Због Ђоковићевих проблема са визом и статуса вакцинације против ЦОВИД-19, што је на крају довело до његове депортације, Кецмановић се уместо тога суочио са Салватореом Карусом који је унапређен на Ђоковићеву првобитну позицију као срећни губитник. Кецмановић је победио Каруза у низу сетова и пласирао се у други круг. Затим је победио Томија Пола у узастопним сетовима и Лоренца Сонега да би направио своју прву четврту рунду на Мајору, што је његов најбољи резултат на гренд слему. Изгубио је од 17. носиоца Гаела Монфиса у узастопним сетовима у четвртом колу. На Рио Опену 2022. стигао је до четвртфинала као квалификант победивши шестог носиоца Лоренца Сонега. Изгубио је од Франциска Черундола у другом узастопном мечу, а први пораз је био на претходном турниру, Отвореном првенству Аргентине 2022.На Индијан велсу, Кецмановић је стигао до другог четвртфинала Мастерс 1000 у каријери. Он је победио Лиама Броадија, 24. носиоца Марина Чилића, Ботица ван де Зандшулпа и 6. носиоца Матеа Беретинија, остваривши другу победу у Топ 10 у каријери. Изгубио је у четвртфиналу у три сета од коначног шампиона Тејлора Фрица. Следеће недеље на Отвореном првенству у Мајамију, Кецмановић је стигао до свог другог узастопног четвртфинала Мастерс 1000 и трећег у укупном поретку. Он је победио Џека Сока, 7. носиоца и 9. рангираног Феликса Оже-Алијасима за своју трећу победу у Топ 10, Себастијана Корду, и 11. носиоца Тејлора Фрица у реваншу четвртфинала Индијан Велса прошле недеље. Изгубио је од коначног шампиона Карлоса Алкараза у четвртфиналу у тај-брејку финалног сета. Кецмановић је овим резултатом везао високу позицију у каријери од 38.
Прву АТП титулу је освојио 13. септембра 2020. године у Кицбилу, победом у финалу против Јаника Ханфмана из Немачке. Своју другу титулу у каријери освојио је на турниру у Делреј Бичу победивши Алехандра Давидовича Фокину након преокрета.
Освојени јуниорски турнири
- јуниорски турнир Eddie Herr International Championships, (2013) у конкуренцији до 14. година
- јуниорски турнир у Гватемали (2013)
- јуниорски турнир Orange Bowl (2015), у конкуренцији до 18. година

Важнији јуниорски успеси
- финале јуниорског УС Опена (2016)

## АТП финала

### Појединачно: 5 (2:3)
| Легенда                        |
| ------------------------------ |
| Гренд слем (0:0)               |
| Завршно првенство сезоне (0:0) |
| АТП мастерс 1000 (0:0)         |
| АТП 500 (0:0)                  |
| АТП 250 (1:3)                  |

| Финала по подлози |
| ----------------- |
| Тврда (1:1)       |
| Шљака (1:1)       |
| Трава (0:1)       |

| Финала по локацији |
| ------------------ |
| Отворено (2:3)     |
| Дворана (0:0)      |

| Исход     | Бр. | Датум               | Турнир            | Подлога | Противник                  | Резултат                |
| --------- | --- | ------------------- | ----------------- | ------- | -------------------------- | ----------------------- |
| Финалиста | 1.  | 29. јун 2019.       | Анталија, Турска  | Трава   | Лоренцо Сонего             | 7:6(7:5), 6:7(5:7), 1:6 |
| Победник  | 1.  | 13. септембар 2020. | Кицбил, Аустрија  | Шљака   | Јаник Ханфман              | 6:4, 6:4                |
| Финалиста | 2.  | 19. фебруар 2023.   | Делреј Бич, САД   | Тврда   | Тејлор Фриц                | 0:6, 7:5, 2:6           |
| Финалиста | 3.  | 9. април 2023.      | Каскаис, Португал | Шљака   | Каспер Руд                 | 2:6, 6:7(3:7)           |
| Победник  | 2.  | 16. фебруар 2025.   | Делреј Бич, САД   | Тврда   | Алехандро Давидович Фокина | 3:6, 6:1, 7:5           |

### Парови: 2 (1:1)
| Легенда                        |
| ------------------------------ |
| Гренд слем турнири (0:0)       |
| Завршно првенство сезоне (0:0) |
| АТП мастерс 1000 (0:0)         |
| АТП 500 (0:0)                  |
| АТП 250 (1:1)                  |

| Финала по подлози |
| ----------------- |
| Тврда (1:0)       |
| Шљака (0:1)       |
| Трава (0:0)       |

| Финала по локацији |
| ------------------ |
| Отворено (1:1)     |
| Дворана (0:0)      |

| Исход     | Бр. | Датум           | Турнир             | Подлога | Партнер          | Противници                | Резултат |
| --------- | --- | --------------- | ------------------ | ------- | ---------------- | ------------------------- | -------- |
| Победник  | 1.  | 7. август 2022. | Лос Кабос, Мексико | Тврда   | Вилијам Блумберг | Равен Класен Марсело Мело | 6:0, 6:1 |
| Финалиста | 1.  | 9. април 2023.  | Каскаис, Португал  | Шљака   | Никола Ћаћић     | Сандер Жиле Јоран Влиген  | 3:6, 4:6 |

## Финала јуниорских Гренд слем турнира

### Појединачно: 1 (0:1)
| Исход     | Бр. | Датум               | Турнир                 | Подлога | Противник           | Резултат |
| --------- | --- | ------------------- | ---------------------- | ------- | ------------------- | -------- |
| Финалиста | 1.  | 11. септембар 2016. | Отворено првенство САД | Тврда   | Феликс Оже-Алијасим | 3:6, 0:6 |

## Финала АТП челенџера и ИТФ фјучерса

### Појединачно: 8 (5:3)
| Легенда         |
| --------------- |
| Челенџери (2:1) |
| Фјучерси (3:2)  |

| Финала по подлози |
| ----------------- |
| Тврда (2:1)       |
| Шљака (3:2)       |
| Трава (0:0)       |
| Тепих (0:0)       |

| Финала по локацији |
| ------------------ |
| Отворено (5:3)     |
| Дворана (0:0)      |

| Исход     | Бр. | Датум             | Турнир                | Подлога | Противник         | Резултат           | Извор  |
| --------- | --- | ----------------- | --------------------- | ------- | ----------------- | ------------------ | ------ |
| Финалиста | 1.  | 24. април 2016.   | Оринџ Парк, САД, F14  | Шљака   | Денис Шаповалов   | 5:7, 6:2, 6:7(6:8) | [ 13 ] |
| Победник  | 1.  | 22. јануар 2017.  | Санрајз, САД, F4      | Шљака   | Кристијан Линдел  | 6:2, 6:2           | [ 14 ] |
| Победник  | 2.  | 28. мај 2017.     | Анталија, Турска, F20 | Шљака   | Алесандро Петроне | 6:0, 6:4           | [ 15 ] |
| Финалиста | 2.  | 4. јун 2017.      | Анталија, Турска, F21 | Шљака   | Жилијен Кањина    | 3:6, 4:6           | [ 16 ] |
| Победник  | 3.  | 25. јун 2017.     | Авр, Белгија, F1      | Шљака   | Кристофер Хејман  | 6:4, 3:6, 6:2      | [ 17 ] |
| Победник  | 4.  | 29. октобар 2017. | Суџоу, Кина           | Тврда   | Раду Албот        | 6:4, 6:4           | [ 18 ] |
| Финалиста | 3.  | 28. октобар 2018. | Љуџоу, Кина           | Тврда   | Раду Албот        | 2:6, 6:4, 3:6      | [ 19 ] |
| Победник  | 5.  | 4. новембар 2018. | Шенџен, Кина          | Тврда   | Блаж Кавчич       | 6:2, 2:6, 6:3      | [ 20 ] |

### Парови: 2 (1:1)
| Легенда         |
| --------------- |
| Челенџери (0:0) |
| Фјучерси (1:1)  |

| Финала по подлози |
| ----------------- |
| Тврда (0:0)       |
| Шљака (1:1)       |
| Трава (0:0)       |
| Тепих (0:0)       |

| Финала по локацији |
| ------------------ |
| Отворено (1:1)     |
| Дворана (0:0)      |

| Исход     | Бр. | Датум        | Турнир             | Подлога | Партнер      | Противници                    | Резултат         |
| --------- | --- | ------------ | ------------------ | ------- | ------------ | ----------------------------- | ---------------- |
| Победник  | 1.  | 1. мај 2016. | Виро Бич, САД, F15 | Шљака   | Јонас Литјен | Дејтон Богман Андерсон Рид    | 6:1, 5:7, [10:8] |
| Финалиста | 1.  | 8. мај 2016. | Тампа, САД, F16    | Шљака   | Јонас Литјен | Гонзало Ескобар Роберто Кироз | 4:6, 6:7(4:7)    |

## Учинак на турнирима у појединачној конкуренцији
| Легенда | Легенда                                    | Легенда | Легенда                          |
| ------- | ------------------------------------------ | ------- | -------------------------------- |
| О/И     | однос освајања турнира и играња на турниру | Поб–пор | однос побједа и пораза           |
| НО      | турнир није одржан те године               | Н       | није учествовао на турниру       |
| КВ      | изгубио у квалификацијама                  | 1К      | изгубио у првом колу             |
| 2К      | изгубио у другом колу                      | 3К      | изгубио у трећем колу            |
| 4К      | изгубио у четвртом колу                    | ГФ      | изгубио у групној фази такмичења |
| ЧФ      | изгубио у четвртфиналу                     | ПФ      | изгубио у полуфиналу             |
| Ф       | изгубио у финалу                           | П       | освојио турнир                   |

| Гренд слем турнири      |     |     |     |     |     |      |     |             |             |             |
| ОП Аустралије           | Н   | КВ1 | 1К  | 1К  | 2К  | 4К   | 1К  | 0 / 5       | 4:5         | 44%         |
| Ролан Гарос             | Н   | КВ2 | 2К  | 1К  | 2К  | 3К   | 1К  | 0 / 5       | 4:5         | 44%         |
| Вимблдон                | Н   | КВ1 | 2К  | НО  | 2К  | 3К   | 1К  | 0 / 4       | 4:4         | 50%         |
| ОП САД                  | Н   | КВ2 | 2К  | 2К  | 1К  | 2К   |     | 0 / 4       | 3:4         | 43%         |
| Поб:пор на г. с.        | 0:0 | 0:0 | 3:4 | 1:3 | 3:4 | 8:4  | 0:3 | 0 / 18      | 15:18       | 45%         |
| Репрезентација          |     |     |     |     |     |      |     |             |             |             |
| Олимпијске игре         | НО  | НО  | НО  | НО  | 2K  | НО   | НО  | 0 / 1       | 1:1         | 50%         |
| Дејвис куп              | Н   | Н   | Н   | НО  | ПФ  | ГФ   |     | 0 / 2       | 1:3         | 25%         |
| Поб:пор                 | 0:0 | 0:0 | 0:0 | 0:0 | 1:2 | 1:2  | 0:0 | 0 / 3       | 2:4         | 33%         |
| АТП Мастерс 1000 серија |     |     |     |     |     |      |     |             |             |             |
| Индијан Велс            | Н   | Н   | ЧФ  | НО  | 1К  | ЧФ   | 2К  | 0 / 4       | 7:4         | 64%         |
| Мајами                  | КВ2 | 1К  | 2К  | НО  | 2К  | ЧФ   | 3К  | 0 / 5       | 7:5         | 58%         |
| Монте Карло             | Н   | Н   | КВ1 | НО  | 1К  | Н    | 1К  | 0 / 2       | 0:2         | 0%          |
| Мадрид                  | Н   | Н   | Н   | НО  | 1К  | 2К   | 2К  | 0 / 3       | 1:3         | 25%         |
| Рим                     | Н   | Н   | КВ2 | 1К  | 1К  | 1К   | 2К  | 0 / 4       | 0:4         | 0%          |
| Канада                  | Н   | Н   | Н   | НО  | 1К  | 1К   |     | 0 / 2       | 0:2         | 0%          |
| Синсинати               | Н   | Н   | 3К  | Н   | 1К  | 2К   |     | 0 / 3       | 3:3         | 50%         |
| Шангај                  | Н   | Н   | 1К  | НО  | НО  | НО   |     | 0 / 1       | 0:1         | 0%          |
| Париз                   | Н   | Н   | КВ1 | 2К  | 1К  | 1К   |     | 0 / 3       | 1:3         | 25%         |
| Поб:пор на м. т.        | 0:0 | 0:1 | 6:4 | 1:2 | 1:8 | 10:7 | 1:5 | 0 / 27      | 19:27       | 41%         |
| Пласман на крају године | 207 | 131 | 59  | 44  | 69  | 29   |     | 4.866.267 $ | 4.866.267 $ | 4.866.267 $ |

## Победе над топ 10 тенисерима
Кецмановић има однос победа и пораза 3:16 (15,8%) против тенисера који су у време одигравања меча били рангирани међу првих 10 на АТП листи.
| Сезона | 2017. | 2018. | 2019. | 2020. | 2021. | 2022. | 2023. | Укупно |
| ------ | ----- | ----- | ----- | ----- | ----- | ----- | ----- | ------ |
| Победе | 0     | 0     | 1     | 0     | 0     | 2     | 0     | 3      |

| #     | Играч               | Позиција | Турнир            | Подлога | Коло | Резултат           | Позиција Кецмановића |
| ----- | ------------------- | -------- | ----------------- | ------- | ---- | ------------------ | -------------------- |
| 2019. |                     |          |                   |         |      |                    |                      |
| 1.    | Александар Зверев   | Бр. 6    | Синсинати, САД    | Тврда   | 2К   | 6:7(4:7), 6:2, 6:4 | Бр. 58               |
| 2022. |                     |          |                   |         |      |                    |                      |
| 2.    | Матео Беретини      | Бр. 6    | Индијан Велс, САД | Тврда   | 4К   | 6:3, 6:7(5:7), 6:4 | Бр. 61               |
| 3.    | Феликс Оже-Алијасим | Бр. 9    | Мајами, САД       | Тврда   | 2К   | 6:4, 6:2           | Бр. 48               |